# Coppa del Mondo di sci di fondo 1994

L'italiana Manuela Di Centa, vincitrice della classifica assoluta femminile.

La Coppa del Mondo di sci di fondo 1994 fu la tredicesima edizione della manifestazione organizzata dalla Federazione Internazionale Sci; ebbe inizio a Santa Caterina Valfurva, in Italia, e si concluse a Thunder Bay, in Canada. Nel corso della stagione si tennero a Lillehammer i XVII Giochi olimpici invernali, validi ai fini della Coppa del Mondo, il cui calendario non contemplò dunque interruzioni.
La stagione maschile ebbe inizio l'11 dicembre 1993 e si concluse il 20 marzo 1994. Furono disputate 13 gare individuali (6 a tecnica classica, 6 a tecnica libera, 1 a inseguimento) e 6 staffette, in 9 diverse località. Il kazako Vladimir Smirnov si aggiudicò la coppa di cristallo, il trofeo assegnato al vincitore della classifica generale. Non vennero stilate classifiche di specialità; Bjørn Dæhlie era il detentore uscente della Coppa generale.
La stagione femminile ebbe inizio l'11 dicembre 1993 e si concluse il 20 marzo 1994. Furono disputate 13 gare individuali (6 a tecnica classica, 6 a tecnica libera, 1 a inseguimento) e 6 staffette, in 10 diverse località. L'italiana Manuela Di Centa si aggiudicò la coppa di cristallo. Non vennero stilate classifiche di specialità; Ljubov' Egorova era la detentrice uscente della Coppa generale.

## Uomini

### Risultati
| Data                           | Località                | Nazione   | Spec.      | Primo                                                                  | Secondo                                                             | Terzo                                                               |
| ------------------------------ | ----------------------- | --------- | ---------- | ---------------------------------------------------------------------- | ------------------------------------------------------------------- | ------------------------------------------------------------------- |
| 11 dicembre 1993               | Santa Caterina Valfurva | Italia    | 30 km TC   | Vladimir Smirnov                                                       | Torgny Mogren                                                       | Niklas Jonsson                                                      |
| 18 dicembre 1993               | Davos                   | Svizzera  | 15 km TL   | Bjørn Dæhlie                                                           | Vegard Ulvang                                                       | Torgny Mogren                                                       |
| 19 dicembre 1993               | Davos                   | Svizzera  | 4x10 km TC | dati non disponibili                                                   | dati non disponibili                                                | dati non disponibili                                                |
| 21 dicembre 1993               | Dobbiaco                | Italia    | 10 km TC   | Vladimir Smirnov                                                       | Jari Isometsä                                                       | Sture Sivertsen                                                     |
| 22 dicembre 1993               | Dobbiaco                | Italia    | 15 km TL   | Vladimir Smirnov                                                       | Silvio Fauner                                                       | Bjørn Dæhlie                                                        |
| 9 gennaio 1994                 | Kavgolovo               | Russia    | 15 km TC   | Vladimir Smirnov                                                       | Bjørn Dæhlie                                                        | Mika Myllylä                                                        |
| 15 gennaio 1994                | Oslo                    | Norvegia  | 15 km TL   | Vladimir Smirnov                                                       | Bjørn Dæhlie                                                        | Mika Myllylä                                                        |
| 16 gennaio 1994                | Oslo                    | Norvegia  | 4x10 km TL | dati non disponibili                                                   | dati non disponibili                                                | dati non disponibili                                                |
| XVII Giochi olimpici invernali |                         |           |            |                                                                        |                                                                     |                                                                     |
| 14 febbraio 1994               | Lillehammer             | Norvegia  | 30 km TL   | Thomas Alsgaard                                                        | Bjørn Dæhlie                                                        | Mika Myllylä                                                        |
| 17 febbraio 1994               | Lillehammer             | Norvegia  | 10 km TC   | Bjørn Dæhlie                                                           | Vladimir Smirnov                                                    | Marco Albarello                                                     |
| 19 febbraio 1994               | Lillehammer             | Norvegia  | 25 km PU   | Bjørn Dæhlie                                                           | Vladimir Smirnov                                                    | Silvio Fauner                                                       |
| 22 febbraio 1994               | Lillehammer             | Norvegia  | 4x10 km    | Italia Maurilio De Zolt Marco Albarello Giorgio Vanzetta Silvio Fauner | Norvegia Sture Sivertsen Vegard Ulvang Thomas Alsgaard Bjørn Dæhlie | Finlandia Mika Myllylä Harri Kirvesniemi Jari Räsänen Jari Isometsä |
| 27 febbraio 1994               | Lillehammer             | Norvegia  | 50 km TC   | Vladimir Smirnov                                                       | Mika Myllylä                                                        | Sture Sivertsen                                                     |
| 4 marzo 1994                   | Lahti                   | Finlandia | 4x10 km TC | dati non disponibili                                                   | dati non disponibili                                                | dati non disponibili                                                |
| 5 marzo 1994                   | Lahti                   | Finlandia | 15 km TL   | Vladimir Smirnov                                                       | Bjørn Dæhlie                                                        | Anders Bergström                                                    |
| 12 marzo 1994                  | Falun                   | Svezia    | 30 km TC   | Harri Kirvesniemi                                                      | Mika Myllylä                                                        | Sture Sivertsen                                                     |
| 13 marzo 1994                  | Falun                   | Svezia    | 4x10 km TL | dati non disponibili                                                   | dati non disponibili                                                | dati non disponibili                                                |
| 19 marzo 1994                  | Thunder Bay             | Canada    | 50 km TL   | Aleksej Prokurorov                                                     | Hervé Balland                                                       | Silvano Barco                                                       |
| 20 marzo 1994                  | Thunder Bay             | Canada    | 4x10 km    | dati non disponibili                                                   | dati non disponibili                                                | dati non disponibili                                                |

Legenda:

TC = tecnica classica

TL = tecnica libera

PU = inseguimento

### Classifiche

#### Generale
| Pos. | Nome               | Nazione    | Punti |
| ---- | ------------------ | ---------- | ----- |
| 1    | Vladimir Smirnov   | Kazakistan | 830   |
| 2    | Bjørn Dæhlie       | Norvegia   | 680   |
| 3    | Jari Isometsä      | Finlandia  | 442   |
| 4    | Mika Myllylä       | Finlandia  | 430   |
| 5    | Silvio Fauner      | Italia     | 412   |
| 6    | Vegard Ulvang      | Norvegia   | 346   |
| 7    | Thomas Alsgaard    | Norvegia   | 326   |
| 8    | Torgny Mogren      | Svezia     | 316   |
| 9    | Aleksej Prokurorov | Russia     | 294   |
| 10   | Sture Sivertsen    | Norvegia   | 289   |

## Donne

### Risultati
| Data                           | Località                | Nazione   | Spec.     | Prima                                                             | Seconda                                                               | Terza                                                                     |
| ------------------------------ | ----------------------- | --------- | --------- | ----------------------------------------------------------------- | --------------------------------------------------------------------- | ------------------------------------------------------------------------- |
| 11 dicembre 1993               | Santa Caterina Valfurva | Italia    | 5 km TC   | Elena Välbe                                                       | Ljubov' Egorova                                                       | Stefania Belmondo                                                         |
| 12 dicembre 1993               | Santa Caterina Valfurva | Italia    | 4x5 km TC | dati non disponibili                                              | dati non disponibili                                                  | dati non disponibili                                                      |
| 18 dicembre 1993               | Davos                   | Svizzera  | 10 km TL  | Elena Välbe                                                       | Stefania Belmondo                                                     | Manuela Di Centa                                                          |
| 21 dicembre 1993               | Dobbiaco                | Italia    | 15 km TC  | Manuela Di Centa                                                  | Ljubov' Egorova                                                       | Elena Välbe                                                               |
| 22 dicembre 1993               | Dobbiaco                | Italia    | 4x5 km TL | dati non disponibili                                              | dati non disponibili                                                  | dati non disponibili                                                      |
| 8 gennaio 1994                 | Kavgolovo               | Russia    | 10 km TC  | Ljubov' Egorova                                                   | Marja-Liisa Kirvesniemi                                               | Elena Välbe                                                               |
| 15 gennaio 1994                | Oslo                    | Norvegia  | 15 km TL  | Ljubov' Egorova                                                   | Manuela Di Centa                                                      | Natal'ja Martynova                                                        |
| 16 gennaio 1994                | Oslo                    | Norvegia  | 4x5 km TL | dati non disponibili                                              | dati non disponibili                                                  | dati non disponibili                                                      |
| XVII Giochi olimpici invernali |                         |           |           |                                                                   |                                                                       |                                                                           |
| 13 febbraio 1994               | Lillehammer             | Norvegia  | 15 km TL  | Manuela Di Centa                                                  | Ljubov' Egorova                                                       | Nina Gavryljuk                                                            |
| 15 febbraio 1994               | Lillehammer             | Norvegia  | 5 km TC   | Ljubov' Egorova                                                   | Manuela Di Centa                                                      | Marja-Liisa Kirvesniemi                                                   |
| 17 febbraio 1994               | Lillehammer             | Norvegia  | 15 km PU  | Ljubov' Egorova                                                   | Manuela Di Centa                                                      | Stefania Belmondo                                                         |
| 21 febbraio 1994               | Lillehammer             | Norvegia  | 4x5 km    | Russia Elena Välbe Larisa Lazutina Nina Gavryljuk Ljubov' Egorova | Norvegia Trude Dybendahl Inger Helene Nybråten Elin Nilsen Anita Moen | Italia Bice Vanzetta Manuela Di Centa Gabriella Paruzzi Stefania Belmondo |
| 27 febbraio 1994               | Lillehammer             | Norvegia  | 30 km TC  | Manuela Di Centa                                                  | Marit Mikkelsplass                                                    | Marja-Liisa Kirvesniemi                                                   |
| 4 marzo 1994                   | Lahti                   | Finlandia | 4x5 km TC | dati non disponibili                                              | dati non disponibili                                                  | dati non disponibili                                                      |
| 6 marzo 1994                   | Lahti                   | Finlandia | 30 km TL  | Manuela Di Centa                                                  | Ljubov' Egorova                                                       | Stefania Belmondo                                                         |
| 12 marzo 1994                  | Falun                   | Svezia    | 10 km TL  | Manuela Di Centa                                                  | Elena Välbe                                                           | Trude Dybendahl                                                           |
| 13 marzo 1994                  | Falun                   | Svezia    | 4x5 km TL | dati non disponibili                                              | dati non disponibili                                                  | dati non disponibili                                                      |
| 19 marzo 1994                  | Thunder Bay             | Canada    | 5 km TC   | Larisa Lazutina                                                   | Inger Helene Nybråten                                                 | Svetlana Nagejkina                                                        |
| 20 marzo 1994                  | Thunder Bay             | Canada    | 10 km TL  | Manuela Di Centa                                                  | Larisa Lazutina                                                       | Ljubov' Egorova                                                           |

Legenda:

TC = tecnica classica

TL = tecnica libera

PU = inseguimento

### Classifiche

#### Generale
| Pos. | Nome                    | Nazione   | Punti |
| ---- | ----------------------- | --------- | ----- |
| 1    | Manuela Di Centa        | Italia    | 790   |
| 2    | Ljubov' Egorova         | Russia    | 740   |
| 3    | Elena Välbe             | Russia    | 570   |
| 4    | Stefania Belmondo       | Italia    | 481   |
| 5    | Larisa Lazutina         | Russia    | 458   |
| 6    | Inger Helene Nybråten   | Norvegia  | 362   |
| 7    | Nina Gavryljuk          | Russia    | 356   |
| 8    | Trude Dybendahl         | Norvegia  | 319   |
| 9    | Marja-Liisa Kirvesniemi | Finlandia | 264   |
| 10   | Marit Mikkelsplass      | Norvegia  | 247   |